# Weiler (Blaubeuren)
Weiler ist ein Stadtteil von Blaubeuren im Alb-Donau-Kreis in Baden-Württemberg. Im Zuge der Gemeindegebietsreform in Baden-Württemberg wurde am 1. Januar 1975 die Gemeinde Weiler mit dem Ortsteil Sotzenhausen zu Blaubeuren eingemeindet.
Das Dorf liegt circa eineinhalb Kilometer südwestlich von Blaubeuren.

## Geschichte
Weiler wird erstmals 1267 überliefert. Nach der Siedlung nannten sich seit 1267 bezeugte Ministerialen der Grafen von Berg. Burg und Dorf wurden durch ihre Erben, die von Westernach, 1403 an die Ulmer Patrizier Gräter und von diesen 1414 an das Kloster Blaubeuren verkauft. Die Burg befand sich bei der Kirche. Von einer weiteren mittelalterlichen Burg auf der Weilemer Gemeindemarkung, auf dem Sirgensteinfelsen, sind ein Buckelquader, der Halsgraben und Mauerreste erhalten. 
Mit dem Kloster Blaubeuren kam Weiler an Württemberg und wurde dem Oberamt Blaubeuren unterstellt.

## Sehenswürdigkeiten
- Evangelische Kirche